# Overstander
Begrebet overstander bruges om træer der anvendes til at skærme, skygge eller danne ramme om noget der dyrkes under disse træer. Der skal altså være tale om træer, som tillader, at noget gror under dem, som er stammet op, eller som har en vækstform, hvor grenene ikke går helt ned til jorden, og som er plantet (eller bibeholdt) med dette formål.
Der benyttes oftest træer som tillader en del lys at slippe igennem kronen (såkaldte "lystræer") og som har et rodsystem, der ikke ligger nær overfladen. På denne måde skabes et miljø under træet, der hverken er for mørkt eller tørt, og hvor der er læ og nogen skygge.
En lang række planter har gavn af overstandere, og for visse planter kan det ligefrem være en forudsætning.